# Das Hotel
Das Hotel ist ein 1966 entstandenes, US-amerikanisches Spielfilmmelodram von Richard Quine mit Rod Taylor in der Hauptrolle eines jungen Managers eines Luxushotels in New Orleans, der mit zahlreichen Problemen, darunter die Rettung der altehrwürdigen Unterkunft, zu tun hat. Ihm zur Seite steht eine beachtliche internationale Starriege, darunter Catherine Spaak, Melvyn Douglas, Richard Conte, Michael Rennie und Merle Oberon als ein in einen Autounfall mit Fahrerflucht verwickeltes britisches Hochadel-Ehepaars sowie Karl Malden in einer für seine Karriere höchst ungewöhnlichen Rolle als stets gut gelaunter, gewitzter Hoteldieb. Der Geschichte liegt der gleichnamige, 1965 erschienene Roman von Arthur Hailey zugrunde.

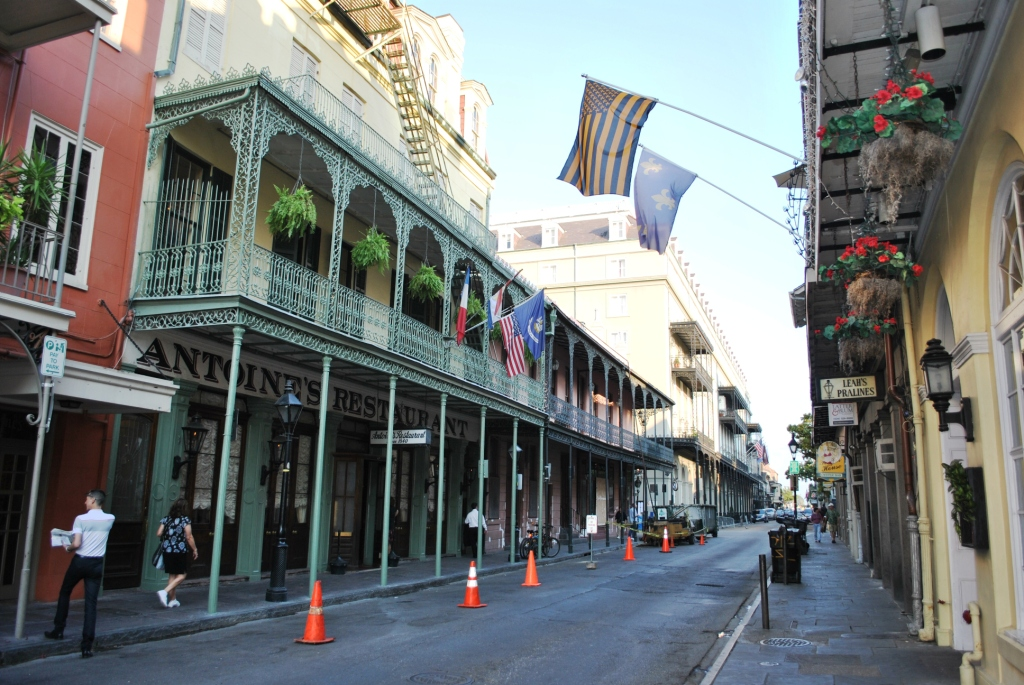
Einer der Handlungsorte: Das French Quarter in New Orleans

## Handlung
Das altehrwürdige St. Gregory Hotel in New Orleans des greisen Warren Trent hat schon weitaus bessere Tage gesehen. Der Stolz vergangener Tage ist zwar noch geblieben und der Service gilt als vorzüglich, doch ist die Nobelherberge durch Missmanagement zuletzt in finanziell arge Schieflage geraten. Der junge, dynamische neue Hotelmanager Peter McDermott wurde engagiert, um zu retten, was noch zu retten ist. Doch dies ist nicht beileibe das einzige Problem, mit dem Peter zu kämpfen hat. Einige Gäste haben noch sehr viel größere Sorgen, wie etwa das herzogliche Ehepaar, der Duke und die Duchess of Lanbourne, das in das St. Gregory‘s „geflohen“ ist, da es kurz zuvor einen schweren Autounfall verursacht hat ohne sich der Polizei zu stellen. Andere Gäste wie etwa ein notorischer Langfinger, der in die Zimmer der Hotelbesucher einsteigt, um sie zu berauben, sind gänzlich unwillkommen. Und dann taucht auch noch ein gewisser Curtis O’Keefe auf, ein rabiater Geschäftsmann, der Mr. Trent via Peter McDermott massiv unter Druck zu setzen versucht, endlich den alten Kasten an ihn zu verkaufen. Er will dem St. Gregory jeden altehrwürdigen Charme nehmen und es quasi zu einer seelenlosen, vollautomatisierten Unterkunft der Zukunft umgestalten. Dies ist die Ausgangslage in Das Hotel.
O’Keefe steht einer modernen Hotelkette vor und will unbedingt das St. Gregory als eine Art Kronjuwel in diese Kette mit aufnehmen. An seiner Seite reist seine französische Gespielin Jeanne Rochefort, mit der sich aber McDermott rasch anfreundet. Peter erkennt, dass die attraktive junge Dame von den Geschäftsmethoden ihres Liebhabers nicht unbedingt begeistert ist und spannt Jeanne im Lauf der Geschichte O’Keefe allmählich aus. Der wiederum versucht, die Unterstützung der Gewerkschaft für McDermotts Hotel-Rettungskonzept auszuhebeln. Hotelbesitzer Mr. Trent ist ganz ohne Zweifel die Schwachstelle des St. Gregory – ein nicht unbedingt unsympathischer aber doch in vielerlei Hinsicht im Gestern und Vorgestern stecken gebliebener Geschäftsmann. In einer Zeit, in der auch in den USA eine amerikanische Form der Apartheid galt, aufgewachsen, hatte es Mr. Trent einstmals zur Hauspolitik gemacht, dass Schwarze, die in seinem Luxushotel absteigen wollen, nicht einquartiert werden sollen, um die weiße Kundschaft nicht zu vergraulen. Und so schickt O’Keefe ein schwarzes Paar als Agents Provocateurs vor, um in Abwesenheit von McDermott eine Suite zu buchen. Prompt halten sich die Angestellten an die Vorgaben des alten Trent, und man weist das farbige Paar ab. Der Skandal ist groß und kaum reparabel. Als McDermott zurückkommt und das PR-Desaster in Augenschein nimmt, macht er seinem greisen Chef schwere Vorwürfe. Zwar kann er die Schwarzen, ein gewisser Dr. Elmo Adams mit Gattin, als Agitatoren entlarven, doch der Imageschaden ist derart groß, dass die Gewerkschaft unter diesen Umständen ihre Zusage zur Unterstützung zurückzieht. McDermott kann auch nicht mehr viel retten, als er herausbekommt, dass jener “Dr. Adams” in Wahrheit ein Angestellter in einem der O’Keefe-Hotels ist.
Der mit seiner Frau eingetroffene Herzog von Lanbourne soll der kommende britische Botschafter in den Vereinigten Staaten werden und kann daher keinesfalls einen Skandal gebrauchen. Doch seit er mit seinem Luxusauto ein Kind angefahren hat und einfach weiterfuhr, ist er angreifbar geworden. Noch ist die Missetat nicht publik geworden, doch der skrupellose Hoteldetektiv Dupere hat das schreckliche Fehlverhalten herausbekommen und erpresst nun den hochadeligen Engländer um 25.000 US-Dollar. Die Herzogin, eine schöne, elegante Dame mittleren Alters, hält fest zu ihrem Gatten und versucht zu helfen. Und dann ist noch der dauerlächelnde Hotellangfinger Keycase Milne, der McDermott zusätzlich das Leben schwer macht. Keiner im Hotel kennt ihn, und niemand weiß, wie der Dieb aussieht. Keycase ist ein Mann, der kaum spricht und ganz offenbar ein diebisches Vergnügen an seiner Arbeit hat. Da immer weniger Bargeld im Umlauf ist, stiehlt er bevorzugt Kreditkarten. In einem Fahrstuhl laufen schließlich alle Fäden zusammen.
Dort sind mehrere Personen zugestiegen, und wie der Zustand des Hotels und einiger seiner amoralischen Protagonisten so erweist sich auch der des Fahrstuhls als marode. Der Dieb befindet sich mit einer prall gefüllten Aktenmappe, darunter auch die für den Erpresser Dupere vorgesehenen 25.000 Dollar, die der Langfinger kurz zuvor aus dem Hotelzimmer des Herzogs entwendet hatte, auf dem Weg nach unten, ins Foyer, um schnellstmöglich das St. Gregory zu verlassen. Und auch mit dem zugestiegenen Duke und der Duchess of Lanbourne geht es abwärts. Der Herzog will nicht mehr länger angreifbar und erpressbar sein und hat sich dazu entschlossen, sich der Polizei zu stellen. Ebenfalls im Lift befinden sich eine junge Mutter und ihre Tochter. Es kommt wie es kommen muss: Der Fahrstuhl gibt den Geist auf und bleibt zwischen zwei Stockwerken stecken. Erstmals vergeht dem Hoteldieb das Lachen, und auch die anderen Liftgäste werden allmählich von Panik übermannt. Die Bremsen knarren und quietschen, die Fahrkabine ruckelt. Da der Fahrstuhl abzustürzen droht drängt Manager McDermott zu höchster Eile, um die Fahrgäste mit Hilfe seiner Techniker aus der lebensgefährlichen Lage zu befreien. Eine Person nach der anderen wird über den Notausstieg zum Nachbarfahrstuhl befreit. Der Dieb und  der Herzog streiten darum, wer von ihnen als vorletzter und letzter den maroden Fahrstuhl verlässt. Keycase Milne will keinesfalls seinen Aktenkoffer zurücklassen. Der Herzog entwendet ihm kurzerhand die Tasche und schiebt den Langfinger nach oben durch die Luke. Der Ganove kann sich gerade noch in den Nachbarfahrstuhl retten, da stürzt die andere Kabine mit dem Herzog und den 25.000 Dollar in die Tiefe.
Die Polizei ist wegen Ermittlungen zur Fahrerflucht im Hotel angekommen und verhört die Herzogin-Witwe. Die will, dass kein Schatten auf die Vita ihres toten Gatten fällt und behauptet, sie habe den Wagen gefahren, mit dem das Kind überrollt wurde. Als Lady mit Stil verneint sie auch die Frage, ob sie von Dupere erpresst worden sei. Auch der alte Trent hat eine Entscheidung getroffen. Er erkennt, dass er als Fossil in diese Zeit der Moderne nicht mehr hineinpasst und wird das Hotel weder an O’Keefe noch an die Gewerkschaft verkaufen, zumal McDermott seinem alten Chef in O’Keefes Anwesenheit mitteilt, dass dieser versucht habe, ihn mit 20.000 Dollar zu bestechen, um Trent zum Verkauf an O’Keefe zu überreden. Auch stellt sich heraus, dass O’Keefes Gespielin Jeanne Peter just zu diesem Zeitpunkt ins Bett gelockt hatte, als das falsche schwarze Paar im Hotel einchecken wollte, sodass McDermott diesen Fauxpas mit der rassistisch motivierten Zurückweisung nicht verhindern könne. Trent wird das Hotel an denjenigen Bieter verkaufen, der es komplett abreißen will. Peter McDermott lädt die Belegschaft und die verbliebenen Gäste zu einem letzten Umtrunk ein, ehe das altehrwürdige St. Gregory für immer geschlossen wird.

## Produktionsnotizen
Die Dreharbeiten zu dem rund 3 Millionen Dollar teuren Film begannen am 10. Mai 1966 und endeten rund zwei Monate darauf, im Frühsommer desselben Jahres. Die Außenaufnahmen zu Das Hotel wurden vor Ort in New Orleans angefertigt, die Studioaufnahmen in Burbank, Kalifornien. Allein der Nachbau der Hotel-Interieurs, in denen das Gros der Szenen entstand, soll etwa 325.000 Dollar gekostet haben. Die Uraufführung des Films fand am 19. Januar 1967 in New York statt. Die deutsche Premiere war am 25. August 1967, am 29. Juni 1975 lief Das Hotel erstmals im deutschen Fernsehen (ARD).
Cary Odell entwarf die Filmbauten, Edith Head die Roben. Für die Ausstattung zeichnete George James Hopkins verantwortlich.
Haileys Roman und dieser Film lieferten die Vorlage zu der gleichnamigen Fernsehserie, die zwischen 1983 und 1988 auf ABC lief.

## Kritiken
Im Lexikon des Internationalen Films heißt es: „Ein etwas altmodisch erzählter Film mit großer Starbesetzung, aber ohne sonderlichen Tiefgang und überzeugende Menschenporträts. Er gefällt sich in äußerem Aufwand und Buntheit, kommt aber in seiner inneren Farblosigkeit nicht über die Konventionen eines mäßig unterhaltsamen Gesellschafts-Ausstattungsstücks hinaus.“

„Die Adaption eines weiteren Arthur-Hailey-Romans mit unterschiedlichen Charakteren ist nicht weniger wert als ‚Airport‘, aber das ist nur ein spärliches Lob.“

Halliwell‘s Film Guide fand, der Film sei ein „altmodisches Episodenmelodram … ziemlich strahlend umgesetzt.“